# Danièle Diwouta-Kotto
Danièle Diwouta-Kotto (1960) è una designer e architetto camerunese.
Membro dell'ordine nazionale degli architetti del Camerun (ONAC) n. 88 e membro fondatrice dell'associazione V-A.A Villes et Architectures d'Afrique.

## Biografia
Danièle Diwouta-Kotto nasce in Camerun. Si laurea in architettura in Francia nel 1986 all'Ecole d'architetture Paris-Villemin (architetto DPLG marzo 1986) e crea la sua società Passerelle Sud nel 1986 e poi lo studio di architettura AGG Cabinet d'Architecture Diwouta nel 1989.

## Attività
Danièle Diwouta-Kotto realizza con il suo studio di architettura uffici, edifici industriali e abitativi e design d'interno. 
L'architetto ha realizzato interventi su edifici coloniali, modificati e riadattati alle esigenze contemporanea. L'attenzione per la storia, il patrimonio architettonico, l'ambiente, le condizioni climatiche, le trasformazioni urbane in Camerun e nelle città africane l'hanno portata alla realizzazione nel 2010 della pubblicazione Suites architecturales: Kinshasa, Douala, Dakar concepita come il primo volume della collana D'architectures & d'Afrique. La preparazione della pubblicazione viene avviata nel 2003 ed è il risultato di un lavoro di indagine sugli edifici coloniali africani e sui diversi modi in cui questa architettura è stata trasformata e rielaborata. 
L'interesse per materiali e tecniche è fortemente presente nel design e nei dettagli architettonici che Danièle Diwouta-Kotto fa realizzare in particolare ad artigiani camerunesi.
Nel 2003 produce su commissione dell'organizzazione d'arte doual'art il Kiosque à eau (chiosco dell'acqua) nel quartiere Bessengue di Douala. Questo piccolo edificio è concepito come una fontana pubblica a pagamento e allo stesso tempo come un punto di vendita alimentare. In particolare la tettoia riprende lo stile della costruzione effimera creata dall'artista Jesus Palomino all'interno del workshop Bessengue City organizzato da Goddy Leye e dal centro d'arte ArtBakery.

### Design d'interni
- Passerelle Sud, 1994. Una collezione di mobili realizzati in legno, bronzo e vetro e concepita per l'arredo di un albergo a parigi. La linea è stata esposta in Africa, Europa e Stati Uniti e al salone Maison & Objet.
- Mobilier aliante franco-centrafricaine, Bangui, 1999. Design di interni e linea di mobili realizzati interamente da artigiani camerunesi specializzati nel legno e nel metallo. Il progetto è stato realizzato con la collaborazione di Sandrine Dole. I pezzi sono stati assemblati a Bangui. Le sedie sono state esposte alla Biennale di Dakar del 2000.
- Mobilier Direction, Yaoundé, 2001. Design di interni e linea di mobili realizzati con legno wengue e morbi massello o in lamelle e metallo.
- Club House Gicam, Douala, 2003. Design di interni realizzato in granito, legno, tessuti senegalesi in rafia con allestimenti murali in granito e legno e l'uso di mobili tradizionali e contemporanei.

#### Interventi su costruzioni esistenti
- Galerie doual'art, Douala, quartiere Bonanjo, 1999. Edificio degli anni quaranta collegato al palazzo della Pagoda e utilizzato come cinema (Cinéma Le Paradis). L'edificio si trova nella Place du Gouvernement ed è stato trasformato nella sede e nello spazio espositivo dell'organizzazione artistica e culturale doual'art. Realizzazione della sala espositiva e degli uffici[6].
- Immeuble PUMUC (Pari Mutuel Urbain), Yaoundé, centro della città, 1999-2000. Realizzazione della hall per i clienti, sale, uffici, locali tecnici e parcheggio.
- Immeuble Ecobank, Douala, quartiere Akwa, 2000-2001. Realizzazione dell'agenzia, di uffici e locali tecnici.
- Siège CA-SCB Société camerounaise de banque, Douala, quartiere Bonanjo, 2001-2002. Edificio costruito intorno al 1910 in Place du Guvernement a Bonanjo e utilizzato originariamente come Hôtel du Parc e trasformato nella sede e agenzia centrale della banca camerunese[7]
- Flagship Orange, Douala, quartiere Akwa, 2002. Edificio degli anni quaranta collocato in avenue Amadou-Ahidjo; originariamente era un benzinaio con appartamenti. Realizzazione di una hall clienti, dell'agenzia, laboratori e magazzino per lo stoccaggio[8].
- Immeuble Victoria, Douala, quartiere Bonanjo, 2004-2005. Un edificio costruito intorno al 1910 in rue Victoria usato inizialmente come casa privata (hôtel particulier) e restaurato per diventare uno studio di architetti[9].
- Immeubles CASCBAWB, Douala, quartiere Bonanjo, 2009-2010. Realizzazione di uffici, sale riunioni, caffetteria e locali tecnici.

#### Nuove costruzioni
Le costruzioni ideate da Danièle Diwouta-Kotto sono strutture geometriche con linee leggere e caratterizzate spesso dall'uso di legno e metallo. 
- Espace Métiers, Douala, Zone Nylon, 1991-1993. Realizzazione dell'edificio con spazio espositivo, atelier e uffici.
- Immeuble Atlantis, Douala, quartiere Bonapriso, 2003-2005. Realizzazione dell'edificio con show-room, uffici e appartamenti.
- Agence bancarie CASCBAWB, Douala, quartiere Ndogbong, 2007-2008. Realizzazione dell'edificio con hall per la clientela, DAB, uffici, locali tecnici.
- Siège COTCO/Exxon Mobil, Douala, quartiere Bonapriso (2006-2009). Realizzazione dell'edificio con uffici, sale riunione, caffetteria, locali tecnici.
- Ecole Sabena Flight Academy Africa, Douala, quartiere Bonanjo, 2009. Realizzazione dell'edificio con sale per i corsi, spazi per la simulazione, caffetteria, uffici e locali tecnici.

#### Abitazioni
- Maison d'architecte, 2000 (terreno 1100 m², son 350 m²). Dettagli architettonici di una casa di un architetto realizzati in legno, metallo, mattoni di vetro e realizzati artigianalmente.
- Maison bleue (casa blu), Douala, 2004 (terreno 1500 m², son 600 m²).
- Maisons de Ville, 2003 (terreno 500 m², son 700 m²). Due duplex fianco a fianco con giardino.
- Résidence de fonction, Douala, 2008 (terreno 2000 m2, shon 500 m²)
- Résidence Mvan, Yaoundé, 2009 (terreno 3000 m², shon 1100 m²).

## Notorietà
Danièle Diwouta-Kotto è presentata già all'interno della rivista Revue Noire in un articolo nel numero 13 della rivista del 1993; a novembre 2001 è tra i 100 protagonisti che fanno muovere il Camerun.
Nel 1993-1994 il lavoro di design di Danièle Diwouta-Kotto è esposto all'interno del Salon MIC a Parigi e Los Angeles; nel 1995 partecipa all'esposizione collettiva Around and Around promossa da doual'art. Nel 1996 il suo lavoro è presentato all'interno dell'esposizione itinerante Designers Africains d'Aujourd'hui e all'interno del salone del design della Biennale di Dakar; espone anche alla Biennale di Dakar del 1998 e alla Biennale di Dakar del 2000. Ad aprile 2001 è alla Biennale di architettura e design di L'Avana; a novembre 2005 al Centro culturale francese di Douala nella mostra Fil conducteur e a luglio 2005 al 2007 nell'esposizione-congresso UIA Istanbul Turquie Cities: Brand Bazar of Architectures.
Danièle Diwouta-Kotto ha un importante ruolo nella riflessione su design, architettura, sviluppo urbano africano e nel relazione arte e trasformazioni urbane. L'architetto partecipa a novembre 1994 agli incontri del Musée de l'Homo Daumesnil a Parigi sulla mostra Siège Africains del Vitra Design Museum; ad aprile 2003 partecipa al ciclo di conferenze Architecture et Développement durable (architettura e sviluppo sostenibile) promosso dal Centro culturale francese di Douala; a marzo 2004 al convegno Fammes Bâtisseuses all'UNESCO di Parigi; a gennaio 2005 al simposio Ars&Urbis promosso da doual'art come preparazione teorica dell'evento SUD-Salon Urbain de Douala; a novembre 2008 al seminario APERAU dell'EAMAU di Lomé in Togo su Urbanisation en Afrique: Permanence et reptures (urbanizzazione in Africa: permanenze e rotture).
È intervistata alla radio da radio Africa n.1 nel 1997 e diverse volte da RFI tra il 2001 e il 2008. Contribuisce inoltre con interventi in video nel 2009 nel film pubblicitario CDC Makossa Banana sulla creatività camerunese; nel 2010 alla mostra di doual'art L'Afrique Visionnaire-GEO-Graphics a Bruxelles, alla trasmissione televisiva On en parle di LTM a Douala su Le désordre urbain au Cameroun (il disordine urbano in Camerun) e al documentario del Centro culturale francese di Douala La dernier Maison sur la falaise. 
Tra le sue pubblicazioni un contributo sull'Africa all'interno del dizionario internazionale di arti applicati e di design.